# Vaux-sur-Sûre
Vaux-sur-Sûre (en való Li Vå-so-Seure) és un municipi belga de la província de Luxemburg a la regió valona. Comprèn les seccions de Hompré, Juseret, Morhet, Nives, Sibret, Vaux-lez-Rosières i Vaux-sur-Sûre. El riu Sûre, l'únic afluent belga del Rin, hi neix al lloc dit Planchipont al mig del bosc de Freyr.

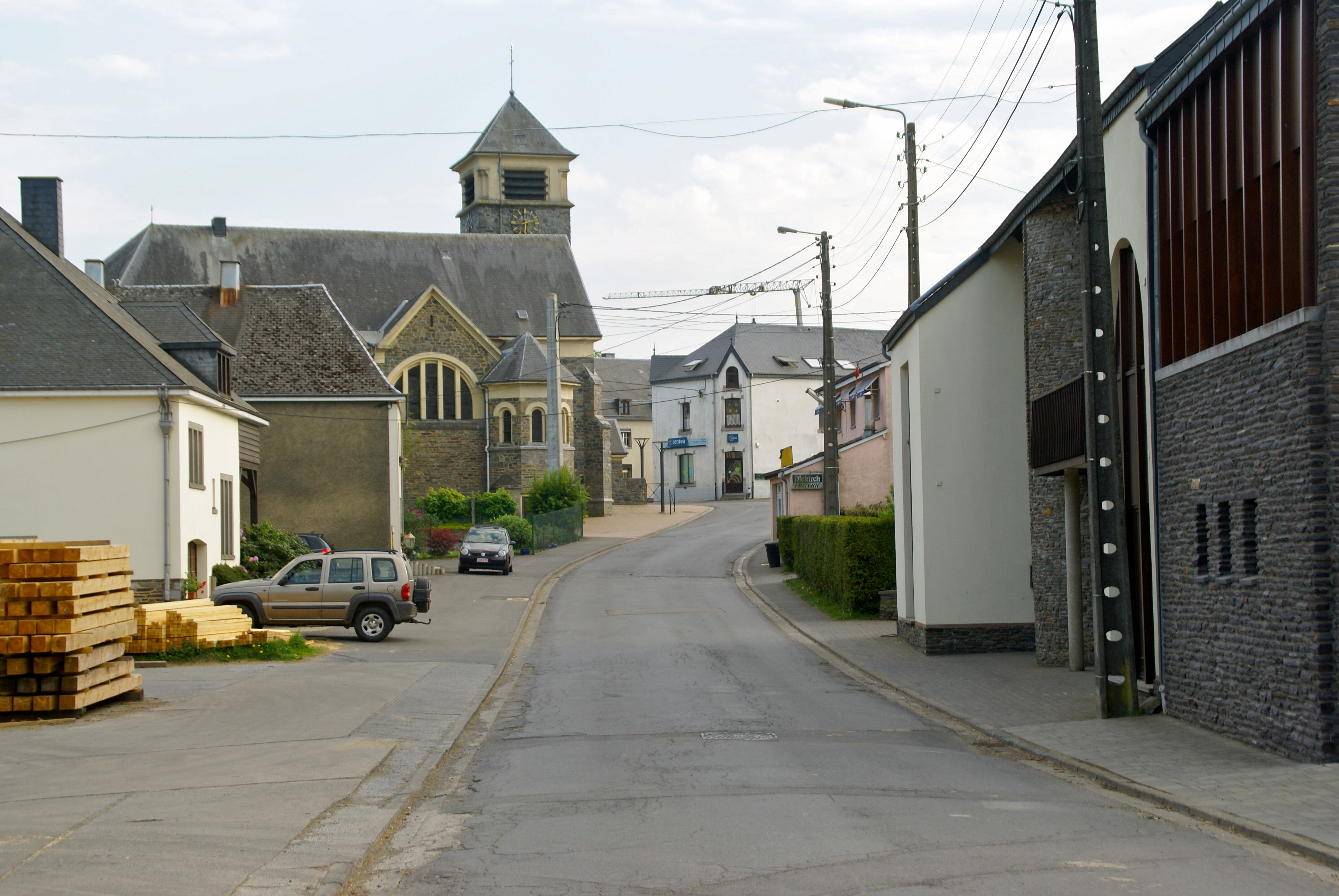
Panorama del poble des del carrer rue de la Scierie
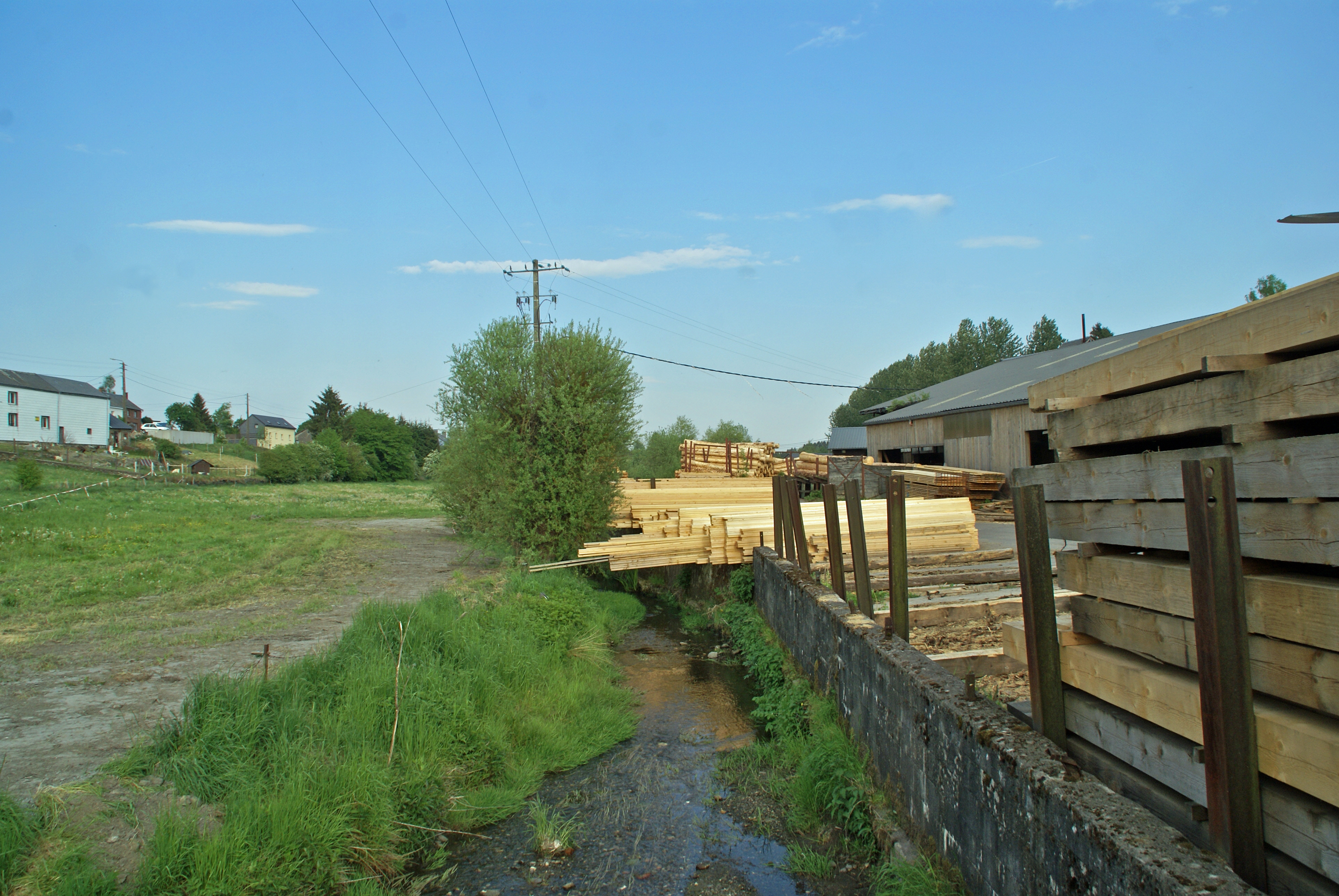
La serradora al marge del Sauer
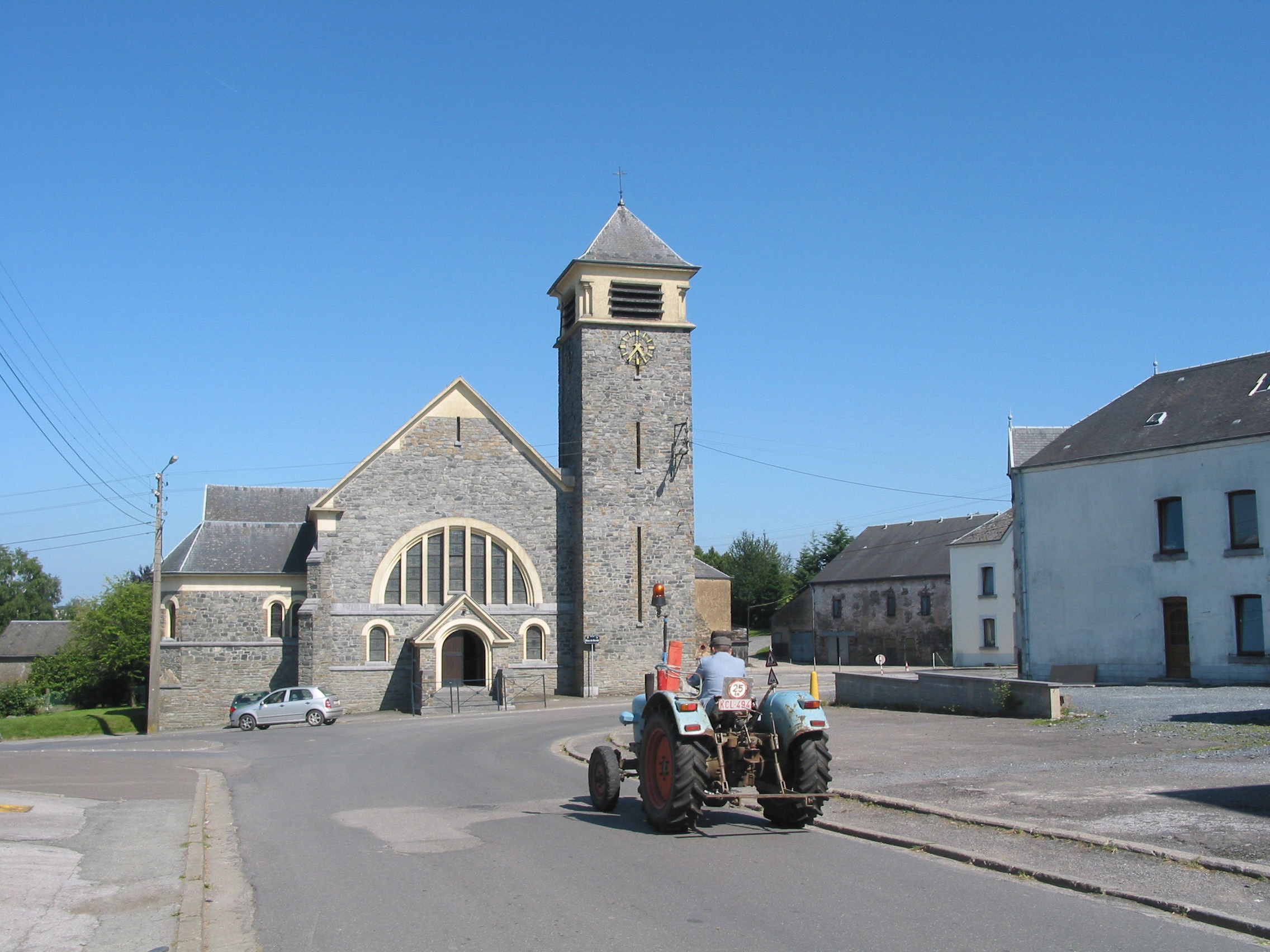
Església de Sant Bernat
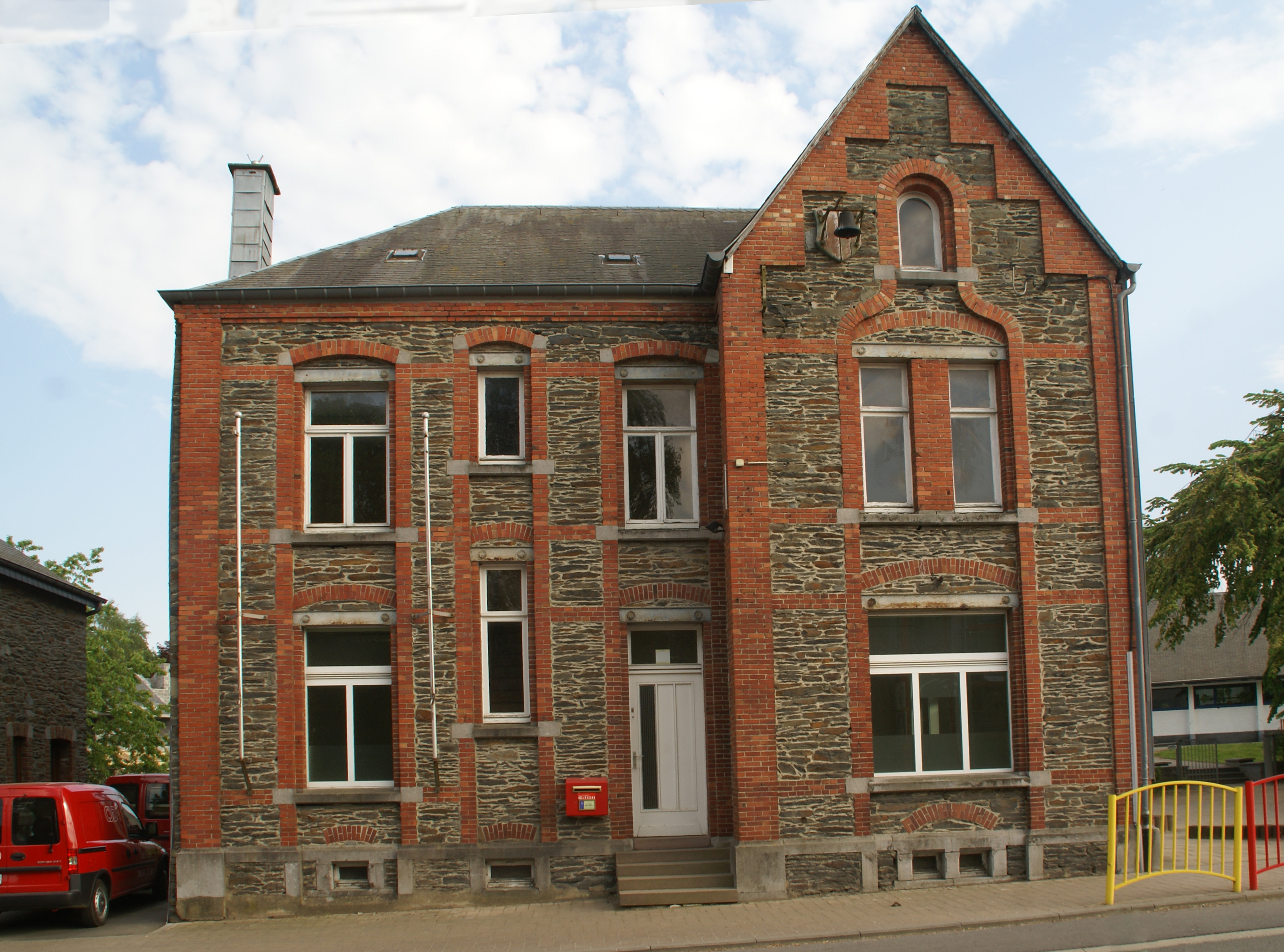
Correus
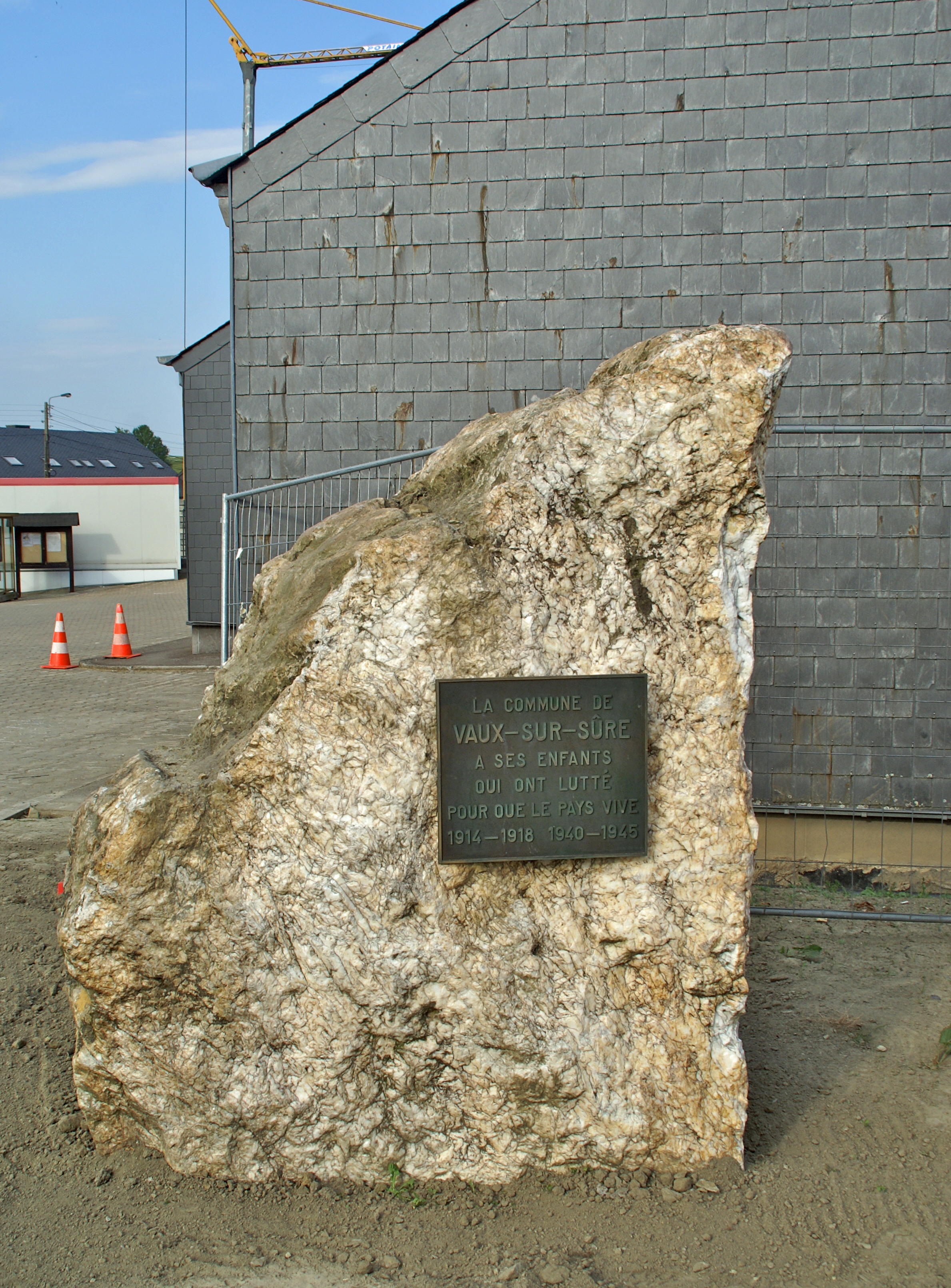
Monument a les víctimes de les dues guerres mundials